# ليزلي فالينت
ليزلي فالينت (بالإنجليزية: Leslie Valiant)‏ ولد في 13 يونيو 1937 عالم حاسوب بريطاني، اشتهر في مجال علم الحاسوب بمساهماته في Valiant–Vazirani theorem، فاز بجائزة تورنغ في عام 2010.

## وصلات خارجية
- ليزلي فالينت في شجرة علماء الرياضيات